# استفان وسلز
استفان وسلز (انگلیسی: Stefan Wessels؛ زادهٔ ۲۸ فوریهٔ ۱۹۷۹) بازیکن فوتبال اهل آلمان است.
از باشگاه‌هایی که در آن بازی کرده‌است می‌توان به باشگاه فوتبال بایرن مونیخ ۲، باشگاه فوتبال کلن، باشگاه فوتبال بازل، باشگاه فوتبال بایرن مونیخ، باشگاه فوتبال ادنسه، باشگاه فوتبال اسنابروک، و باشگاه فوتبال اورتون اشاره کرد.
وی همچنین در تیم‌های ملی فوتبال زیر ۲۱ سال آلمان و Germany B national football team بازی کرده‌است.